# Cuộc bao vây Xerigordos
Cuộc bao vây Xerigordos (1096) là một trận đánh quan trọng bắt đầu Cuộc Thập Tự Chinh Nhân Dân, một tiền đề cho Cuộc Thập tự chinh lần thứ nhất. Thập tự quân khoảng 6.000 người, chủ yếu là nông dân, do Renaud de Breis lãnh đạo, đã chiếm được pháo đài Xerigordon nằm trên lãnh thổ Đế quốc Seljuk. Mục tiêu của họ là thiết lập một căn cứ để tấn công và cướp bóc khu vực xung quanh.
Tuy nhiên, chỉ trong ba ngày sau khi chiếm được pháo đài, quân đội Seljuk do tướng Elchanes chỉ huy đã bao vây Xerigordon. Vấn đề lớn đối với Thập tự quân bị bao vây là thiếu nước. Không có nguồn nước dự trữ, những người nông dân rơi vào tình thế thảm khốc.
Sau tám ngày bao vây, vào ngày 29 tháng 9 năm 1096, những người nông dân buộc phải đầu hàng. Theo nhiều nguồn khác nhau, những người trong nhóm phòng thủ đồng ý cải sang đạo Hồi được giữ mạng sống, và những người từ chối đều bị hành quyết. Thất bại này đã cho thấy sự yếu kém của các đội quân không được huấn luyện và trang bị kém trong Cuộc Thập Tự Chinh Nhân Dân, và nó là một dấu hiệu trước cho thất bại cuối cùng của họ trong Trận Civetot vào cuối năm đó.

## Bối cảnh
Thập Tự quân gồm những nông dân không được huấn luyện và trang bị kém, cùng với một số ít hiệp sĩ, đã tiến vào Tiểu Á vào ngày 6 tháng 8 năm 1096. Những người nông dân này đến sớm hơn Thập tự quân chính, dự kiến sẽ lên đường về phía Đông sau đó bởi các quý tộc châu Âu.
Sau khi tiến vào, những người nông dân Thập tự đóng trại tại Civetot, cách Nicaea — thủ đô Hồi quốc Rûm do Kilij Arslan I cai trị — một quãng xa. Khi đó, Sultan Kilij Arslan I đang tham gia chiến dịch quân sự ở phía Đông, chống lại tiểu quốc Danismend, một tiểu quốc đang kiểm soát một phần Anatolia. Việc tập trung vào chiến dịch quân sự ở phía Đông dẫn tới sự suy yếu tạm thời quân đội Seljuk gây ra tình trạng mất tổ chức trong hàng ngũ kháng cự của Seljuk.
Không chờ đợi Thập Tự quân chính đến, những người nông dân Thập tự bắt đầu tiến hành các cuộc tấn công vào các làng và khu định cư xung quanh Nicaea, cướp bóc và gieo rắc hỗn loạn. Những nhóm nông dân tập hợp thành các đơn vị nhỏ và thậm chí còn đánh bại một lực lượng đồn trú tại Nicaea khi lực lượng này cố gắng ngăn cản họ. Tuy nhiên, việc thiếu tổ chức và tầm nhìn chiến lược đã khiến họ trở thành mục tiêu đơn giản cho đội quân có tổ chức tốt.
Một trong những thủ lĩnh các đội quân này là Renaud de Breis, người đã lãnh đạo một nhóm khoảng 6.000 người Đức, bao gồm người Lombard và Alemanni, với khoảng 200 hiệp sĩ. Không hài lòng với việc cướp bóc quanh Nicaea, Renaud quyết định chiếm lấy một mục tiêu quan trọng hơn — pháo đài Xerigordon, cách bốn ngày đường về phía đông. Quyết định chiến lược này nhằm thiết lập một căn cứ để tiến hành các cuộc tấn công tiếp theo vào lãnh thổ Seljuk.
Vào ngày 18 tháng 9 năm 1096, Renaud de Breis và lực lượng nông dân Thập tự đã dễ dàng chiếm được Xerigordon, đánh bại lực lượng đồn trú tại pháo đài. Việc chiếm được pháo đài này là một thành công tạm thời đối với Thập tự quân, nhưng không lâu sau đó, sultan Kilij Arslan I, khi biết tình hình, đã giao cho tướng Elchanes chỉ huy một đội quân khoảng 15.000 người, chủ yếu là cung thủ kỵ binh, một đơn vị quân sự cơ động và hiệu quả, để tiêu diệt mối đe dọa này.

## Trận đánh
Chỉ ba ngày sau khi Renaud de Breis chiếm được pháo đài vào ngày 21 tháng 9 năm 1096, tướng Elchanes cùng đội quân 15.000 người đã tới nơi, chủ yếu là kỵ binh cung thủ. Tốc độ mà quân Seljuk bắt đầu cuộc bao vây đã khiến Thập tự quân bất ngờ, và họ bị mắc kẹt trong pháo đài Xerigordos mà không chuẩn bị đủ để đối phó với cuộc bao vây, đặc biệt là thiếu nguồn cung cấp, nhất là nước. Hơn nữa, bên trong pháo đài không có hệ thống nguồn nước:
Người của chúng tôi đã khổ sở vì khát đến mức họ lấy máu ngựa và lừa để uống; những người khác thả thắt lưng và khăn tay xuống bể chứa và vắt nước từ chúng vào miệng; một số người đã tiểu vào tay của nhau và uống; và những người khác đã đào lên lớp đất ẩm, nằm ngửa và đắp đất lên ngực để giảm bớt sự khô hạn quá mức do cơn khát.

Hiểu rõ điểm yếu của kẻ thù, Elchanes đã ra lệnh bắn tên vào pháo đài và sử dụng các cuộc tấn công bằng khói để gia tăng áp lực lên Thập tự quân. Những người bảo vệ pháo đài hoàn toàn bị cô lập với thế giới bên ngoài, và các lực lượng cứu viện đóng tại Civetot mà họ hy vọng sẽ đến đã không xuất hiện. Có một số giả thuyết cho rằng điều này có thể là do các gián điệp người Thổ đã lan truyền những tin đồn sai lệch trong trại Thập tự tại Civetot, cho rằng Nicaea đã bị chiếm giữ và Xerigordon an toàn.
Tình hình trong pháo đài trở nên nguy kịch, và sau tám ngày bao vây, vào ngày 29 tháng 9 năm 1096, Thập tự quân buộc phải đầu hàng. Trong nỗ lực tuyệt vọng để sống sót, Reinald được cho là đã đề nghị đầu hàng và chiến đấu cho quân Thổ. Sau khi đầu hàng, một số người Thập tự cải đạo sang Hồi giáo được đưa đi làm nô lệ, trong khi những người từ chối từ bỏ đức tin Kitô giáo bị xử tử.
Số phận của Renaud de Breis vẫn là một bí ẩn. Một số nguồn tin cho rằng ông đã chết từ lúc bắt đầu cuộc bao vây khi cố gắng chiếm lấy thùng nước của người Thổ. Những nguồn khác lại khẳng định rằng ông đã chết trong quá trình bao vây, hoặc thậm chí rằng ông đã cải sang đạo Hồi để giữ mạng sống. Tuy nhiên, số phận chính xác vẫn chưa được xác định.

## Kết quả
Sau khi pháo đài Xerigordon thất thủ vào ngày 29 tháng 9 năm 1096, hậu quả đối với Thập tự quân nông dân đã trở nên thảm khốc. Seljuk giành chiến thắng và việc Thập Tự quân đầu hàng cho thấy sự yếu kém của các đội quân nông dân thiếu tổ chức và bất lực trong việc chống lại đội quân chuyên nghiệp người Thổ.
Sultan Kilij Arslan I, sau khi nhận được tin về việc chiếm được pháo đài, tiếp tục các hành động chống lại Thập tự quân. Ông quyết định tiêu diệt hoàn toàn những đội quân nông dân còn lại đang đóng trại tại Civetot, ở phía tây bắc Nicaea. Kilij Arslan I ra lệnh cho đội quân cung thủ kỵ binh dày dạn kinh nghiệm tiến hành phục kích Thập tự quân trên đường họ tiến đến Nicaea.
Những đội quân Thập tự tại trại Civetot không có thông tin chính xác về sự kiện tại Xerigordon và không sẵn sàng cho một cuộc tấn công. Người Thổ, lợi dụng sự bất cẩn Thập tự quân, đã tiến hành tấn công nhanh chóng. Cuộc phục kích này trở thành một trong những trang bi kịch nhất của Cuộc Thập Tự Chinh Nhân Dân. Quân đội Thổ gần như tiêu diệt toàn bộ lực lượng nông dân. Phần lớn các Thập tự quân thiệt mạng, và chỉ có một số ít sống sót và bị bắt làm tù binh.
Thất bại tại Xerigordon và cuộc phục kích tại Civetot đã chấm dứt Cuộc Thập Tự Chinh Nhân Dân, một chiến dịch từ đầu đã thiếu tổ chức và không thể tránh khỏi thất bại. Những sự kiện này nhấn mạnh rằng để chiến đấu thành công ở phương Đông, cần có những đội quân kỷ luật và được huấn luyện tốt, thay vì các đám đông nông dân rời rạc và thiếu kinh nghiệm. Vài tháng sau những sự kiện này, làn sóng thứ hai cuộc Thập tự chinh đã bắt đầu, lần này được lãnh đạo bởi giới quý tộc châu Âu và có tính tổ chức cao hơn.